# The Frank and Walters
The Frank and Walters son una banda de rock alternativo originaria de Cork, Irlanda. La banda se fundó en 1990 con Paul Linehan (cantante/bajista), su hermano  Niall Linehan (guitarrista) (reemplazado por Kevin Pedreschi en 2004) y Ashley Keating (batería).
Firmaron con la compañía discográfica Setanta en 1991, y lanzaron su álbum debut EP1, consiguiendo éxito en las listas de venta de música indie con el sencillo "Fashion Crisis Hits New York". Su segundo EP EP.2 se lanzó poco después. Poco después de firmar con Go! Discs, The Franks se aliaron con el productor discográfico Edwyn Collins para grabar Happy Busman . Tuvieron cierto éxito en el Reino Unido, y después de una gira como teloneros de Carter USM, una remezcla de Ian Broudie de "After All" llegó al Top 20 de la lista británica de sencillos, posicionándose en el puesto número once. La banda apareció en el programa Top of the Pops con ese mismo sencillo; llegando al puesto número cinco de las listas irlandesas.
Después de un largo descanso, la banda volvió conGrand Parade (con contribuciones de Gus Dudgeon), y el EP Indian Ocean en 1997. Les siguió Beauty Becomes More Than Life en 1998 y Glass en 2000.  Setanta lanzó un "Best of" en 2002.
En 2004, Niall Linehan dejó la banda y fue sustituido por un amigo de la banda, Kevin Pedreschi. Después firmaron con FIFA Records en Irlanda, con los que lanzaron un triple álbum retrospectivo, Souvenirs, en octubre de 2005. El 27 de octubre de 2006 lanzaron Renewed Interest In Happiness.